# Phelan-McDermid-Syndrom
Das Phelan-McDermid-Syndrom (auch 22q13.3-Deletionssyndrom, Mikrodeletion 22q13.3 oder abgekürzt PMS) ist eine primär genetisch bedingte globale Entwicklungsstörung in der Regel einhergehend mit schwerer geistiger Behinderung, fehlender Sprachentwicklung und neuromuskulären Symptomen.  Die Ursache liegt in einer Mikrodeletion auf dem langen Arm des Chromosoms 22.
Das Phelan-McDermid-Syndrom wurde erstmals 1985 von Watt und Mitarbeitern als partielle Monosomie 22q beschrieben. In der Folge beschäftigten sich weitere Untersuchungen mit den Modi der Vererbung und genetischen Veränderungen bei unterschiedlichen Individuen. K. Phelan und H. McDermid gehörten zu den ersten Forschern, die das Syndrom phänotypisch in einer größeren Patientengruppe genauer charakterisierten. Neuere Studien sehen den Verlust einer Kopie des Gens ProSAP2/Shank3 (Shank3), das für ein synaptisches Protein der Nervenzellen kodiert, als Ursache der phänotypischen Auffälligkeiten an (→ Ursache).

## Epidemiologie
Derzeit sind weltweit ungefähr 1000 Fälle diagnostiziert. Allerdings ist aus neueren Untersuchungen an großen Kollektiven von autistischen Patienten bekannt, dass der Anteil von Patienten mit Phelan-McDermid-Syndrom allein bei Autismus-Spektrum-Störungen bei ca. 0,5 % liegt. Damit ist das Syndrom aller Wahrscheinlichkeit nach erheblich unterdiagnostiziert. Da nicht alle PMS-Fälle mit Autismus einhergehen, sind die epidemiologischen Schätzungen noch sehr vage. Nimmt man allerdings die aktuellen Prävalenzzahlen für Autismus-Spektrum-Störungen als Grundlage, kommt man vorsichtig geschätzt auf eine Häufigkeit von mindestens 1:20.000 aller Neugeborenen, die an PMS erkrankt sind bzw. Shank3-Mutationen aufweisen.

## Erscheinungsbild
Das Syndrom ist außerordentlich vielgestaltig und individuell ausgeprägt. Eine Symptomtrias lässt sich in unterschiedlichem Ausmaß bei den meisten Betroffenen finden: Fast alle Patienten weisen eine globale Entwicklungsstörung auf, die meist mit schwerer geistiger Behinderung, mangelnder Sprachentwicklung und ausgeprägter Muskelhypotonie einhergeht. Die psychiatrische Komponente ist nicht einheitlich. Allerdings zeigt die aktuelle Datenlage, dass bei ca. 80 % der Kinder die Diagnosen Frühkindlicher Autismus oder weiter gefasst Autismus-Spektrum-Störung gestellt werden können, nicht selten einhergehend mit ausgeprägter motorischer Hyperaktivität. Es sind auch Betroffene mit Mikrodeletion 22q13.3 oder Mutationen im Shank3-Gen bekannt, die, insbesondere im späteren Jugendalter und Erwachsenenalter (→ Ursache), weitere psychiatrische Störungen wie z. B. eine bipolare Störung oder Schizophrenie entwickeln.
Die Sprachstörung zeigt sich meist sehr früh in mangelndem oder sehr verzögert eintretendem Lautieren. Häufig wird berichtet, dass die Kinder zunächst in der Lage sind, einzelne Wörter zu sprechen, in manchen Fällen sogar Zwei-Wort-Sätze. Diese Fähigkeit verliert sich in der Regel mit zunehmendem Alter. Die Trias wird komplettiert durch eine muskuläre Hypotonie, die oft als erstes Symptom bereits im Neugeborenenalter auffällig wird (floppy infant). Zu den ebenfalls häufiger auftretenden Symptomen zählen außerdem eine erhöhte Schmerztoleranz und Infektneigung. Daneben findet man regelmäßig leichte Gesichts- und Extremitätenfehlbildungen. Auch innere Fehlbildungen des Herzens oder der Nieren und ableitenden Harnwege sind häufig und entsprechende Untersuchungen sollten erfolgen. In mehr als 25 % leiden die Patienten unter Epilepsie, die mit Hirnfehlbildungen wie Arachnoidalzysten einhergehen kann. Selten wurden auch Störungen endokriner oder innerer Organe wie eine autoimmune Hepatitis beobachtet.
Das Verhalten der Kinder mit PMS ist geprägt durch die schwere geistige Behinderung und oft durch die autistischen Auffälligkeiten wie fehlender Blickkontakt, fehlende soziale Gegenseitigkeit und repetitive Verhaltensweisen. Vielen Kindern gelingt es nicht einen zweiphasigen Schlaf-Wach-Rhythmus zu entwickeln, so dass sich kürzere Schlafphasen mit längeren nächtlichen Wachphasen abwechseln und die Kinder auch tagsüber länger schlafen. Eine Sauberkeitsentwicklung findet in den seltensten Fällen statt.

## Differentialdiagnosen
Folgende Störungen können Ähnlichkeiten mit dem Phelan-McDermid-Syndrom aufweisen (in Klammern Grund für Fehldiagnosen aufgrund von Gemeinsamkeiten):
- idiopathische geistige Behinderung (häufig milde äußerliche Fehlbildungen, sonstige Symptome des Phelan-McDermid-Syndroms können durch starke geistige Behinderung maskiert sein)
- nicht-syndromale Autismus-Spektrum-Störungen (siehe idiopathische geistige Behinderung)
- Fragiles-X-Syndrom (Autismus, Sprachstörung, leichte Dysmorphien des Gesichts)
- Angelman-Syndrom (Entwicklungsstörung, Sprachstörung, muskuläre Hypotonie, Dysmorphien des Gesichts)
- Prader-Willi-Syndrom (muskuläre Hypotonie, Entwicklungsverzögerung)
- Sotos-Syndrom (Entwicklungsverzögerung, Sprachstörung, autistisches Verhalten)
- Shprintzen-Syndrom (im Karyogramm Ähnlichkeiten zwischen Mikrodeletion 22q13 und 22q11)
- SYNGAP-Syndrom (Entwicklungsstörung, Sprachstörung, autistisches Verhalten, Epilepsie, muskuläre Hypotonie)
- Zerebralparese (muskuläre Hypotonie)

## Genetik
Das 22q13.3-Deletionssyndrom hat eine hundertprozentige Penetranz, bisher sind keine Fälle bekannt, die phänotypisch unauffällig sind. In den meisten Fällen wurde die Deletion de novo durch Mutationen in der Keimbahn vererbt. In selteneren Fällen weist einer der Eltern eine balancierte Translokation auf, die sich bei den Nachkommen unbalanciert als partielle Monosomie oder Trisomie 22 manifestieren kann. In einigen Fällen liegt ein Ringchromosom 22 vor, ebenso wurden Mosaike mit Mikrodeletion 22q13.3 beschrieben.

## Ursache
Die Ursache der Störung beruht wie unter Genetik beschrieben auf dem Verlust genetischen Materials des Chromosoms 22. Mehrere Kandidatengene wurden hinsichtlich ihrer Relevanz diskutiert, kompliziert durch die stark unterschiedlichen Deletionsgrößen.
Vieles deutet darauf hin, dass der Verlust eines Allels des Shank3-Gens für eine Vielzahl der beschriebenen Symptome verantwortlich ist. Diese Annahme gründet auf mehreren Beobachtungen, die in den vergangenen Jahren gemacht wurden. In fast allen beschriebenen Fällen ist eine Kopie des Shank3-Gens verloren. 2001 wurde ein Patient mit typischen Symptomen des Phelan-McDermid-Syndroms  beschrieben, der eine balancierte Translokation aufwies. Diese genetische Situation ist für gewöhnlich asymptomatisch, da kein genetisches Material verloren ist. Bei diesem Fall lag der Bruchpunkt jedoch im Shank3-Gen und verhinderte dadurch eine regelhafte Funktion dieses Allels. Auch kleinere Mutationen wie Basenaustausche oder Stoppmutationen können zu einem dem Phelan-McDermid-Syndrom ähnlichen Erscheinungsbild mit geistiger Behinderung, autistischem Phänotyp, Epilepsien, Muskelhypotonie etc. führen.
Das Genprodukt von Shank3 ist ein Strukturprotein der postsynaptischen Dichte glutamaterger Neurone. Es bildet zusammen mit anderen Proteinen ein flaches Multimer, das einerseits Glutamatrezeptoren verankert und andererseits Kontakt mit dem Aktin-Zytoskelett herstellt. Experimente in Neuronenzellkulturen und Knockout-Mausmodellen (künstliches Ausschalten des Shank3-Homologs) zeigen eine bedeutende Rolle des Proteins in der Ausbildung reifer Synapsen und für die korrekte Balance zwischen erregenden und hemmenden Impulsen im Nervensystem. Auf Verhaltensebene ist Shank3 wohl essentiell für die Entwicklung eines normalen Sozialverhaltens und für eine unbeeinträchtigte Kognition. Diese enorme Bedeutung für eine regelhafte Synapsenfunktion wurde bereits früh im Zusammenhang mit einer potentiellen Rolle in neuropsychiatrische Erkrankungen gesehen.

## Diagnose
Die Kombination aus globaler Entwicklungsstörung, mangelnder Sprachentwicklung und Muskelhypotonie sollte in Verbindung mit leichten äußerlichen Fehlbildungen wie Dysmorphien des Gesichts an das Phelan-McDermid-Syndrom denken lassen.
Zuverlässige Methoden zum sicheren Nachweis der Verdachtsdiagnose sind Fluoreszenz-in-situ-Hybridisierung (FISH), MLPA (multiplex ligation-dependant probe amplification) und Array-CGH (vergleichende Genomhybridisierung). Klassische Karyogramme können bei sehr kleinen Deletionen zu falsch negativen Ergebnissen führen.

## Behandlung
Die derzeitige Therapie ist vor allem symptomatisch und zielt durch optimale Frühförderung im motorischen, kognitiven, sprachlichen und sozialen Bereich auf die Verbesserung der Lebensqualität, die durch die zahlreichen Komorbiditäten (siehe Erscheinungsbild) eingeschränkt sein kann. Dabei kann die Behandlung der häufig beobachteten Magen-Darm-Störungen, wie rezidivierendes Erbrechen, Reflux oder Schwierigkeiten beim Saugen und Schlucken, die bereits im frühen Alter auf Grund der muskulären Hypotonie auftreten können, notwendig werden.
Experimentelle Therapieversuche mit intranasalem Insulin oder Risperidon zeigten positive Effekte auf kognitive Funktionen und Verhalten. Allerdings fehlen Erfahrungen in kontrollierten Studien und Langzeituntersuchungen mit größeren Patientenkollektiven. Mehrere potentielle Medikamente werden aktuell präklinisch und z. T. auch bereits klinisch getestet, darunter Modulatoren des metabotropen Glutamatrezeptors mGluR5 und der Wachstumsfaktor IGF-1 (Insulin-derived growth factor 1). Deren Wirkung und Sicherheit bei der Behandlung des Phelan-McDermid-Syndroms müssen allerdings erst noch hinreichend untersucht werden.

## Prognose
Das Phelan-McDermid-Syndrom ist derzeit nicht heilbar. Der frühkindlichen Förderung der geistigen, motorischen und sozialen Entwicklung kommt eine wichtige Rolle zu. Die Behandlung ist überwiegend symptomatisch. Neurologische und psychiatrische Auffälligkeiten werden zurzeit so behandelt, wie es die Leitlinien für diese Störungsbilder vorgeben. Allerdings ist insbesondere die psychopharmakologische Therapie bei PMS deutlich weniger effektiv.
Die Lebenserwartung ist, so weit bekannt, nicht eingeschränkt und wird maßgeblich vom Grad der Behinderung und der entsprechenden Versorgung der Betroffenen bestimmt.